# Alexander Grant Ruthven
Pour les articles homonymes, voir Ruthven.
Alexander Grant Ruthven est un herpétologiste américain, né le 1er avril 1882 à Hull dans l'Iowa et mort vers le 19 janvier 1971 à Ann Arbor.

## Biographie
Il obtient son Bachelor of Sciences au Morningside College de Sioux City en 1903. Il entre à l'université du Michigan où il étudie auprès de l'écologiste Charles Christopher (1873-1955). Il obtient son doctorat en 1906 avec une thèse intitulée Variations and Genetics Relationships of the Garter-Snake, parue en 1908. C'est une œuvre pionnière dans l'emploi des statistiques pour étudier les variations biogéographiques. Il rejoint après son doctorat l'équipe du Muséum de l'université du Michigan comme conservateur du département d'herpétologie puis comme instructeur en zoologie.
Il dirige le muséum en 1913, obtient une chaire de professeur en 1915 puis la direction du département de zoologie en 1927. L'immeuble actuel abritant le muséum a été construit sous sa direction et celui-ci devient l'un des principaux centres de recherche en herpétologie. Son organisation ainsi que ses programmes de recherches sont clairement inspirés du Museum of Comparative Zoology de Louis Agassiz (1807-1873).
Ruthven dirige la publication Copeia à partir du début des années 1930. Il forme de nombreux chercheurs comme Frank Nelson Blanchard (1888-1937), Morris Graham Netting (1904-1996), Arthur Irving Ortenburger (1898-1961) et Olive Griffith Stull (1905-). Il dirige l'université du Michigan à partir de 1929 ce qui lui laisse moins de temps pour ses recherches. Son équipe est rejointe par Helen Thompson Gaige (1890-1976) en 1910 et prend la direction du département des amphibiens en 1923. Elle s'occupe également de la direction des étudiants comme Joseph Randle Bailey (1913-), Norman Edouard Hartweg (1904-1964), James Arthur Oliver (1914-), Laurence Cooper Stuart (1907-1983) et Charles Frederic Walker (1904-1979).
Ruthven fait paraître environ 130 publications dont Herpetology of Michigan (1912, réédité en 1928) avec H.T. Gaige et sa sœur Crystal Thompson.

## Source
- Kraig Adler (1989). Contributions to the History of Herpetology, Society for the study of amphibians and reptiles.